# Clodoaldo (príncipe)
Clodoaldo, también conocido por su nombre original en francés, Cloud, (522-c.560) fue un presbítero francés, considerado santo. Fue el único hijo superviviente del rey Clodomiro de Orléans.

## Vida
Clodoaldo fue criado en París por su abuela, la reina Clotilde, santa y viuda de Clodoveo I, rey de los francos. Fue el tercero de los tres hijos del rey Clodomiro, que pereció luchando contra su primo Gondomar, rey de Borgoña. Sus hermanos mayores Teodoaldo y Gunter fueron asesinados por su tío Clotario I cuando tenían diez y nueve años respectivamente; pero Clodoaldo, de 7 años, sobrevivió escapando a la Provenza.
Clodoaldo renunció a todos sus derechos al trono y vivió como un ermitaño estudioso, siendo visitado por muchos fieles que le consultaban como su abogado y clamando por su curación, durante los años en que se mantuvo alejado de la sociedad.
Regresó a París, donde fue recibido con alegría[cita requerida], estableciéndose en Nogent-sur-Seine, en las riberas del Sena, al oeste de París, donde construyó una ermita en el lugar donde ahora se encuentra la ciudad de Saint-Cloud, cerca de Versalles, lugar en el que el santo no se dio tregua en la labor de instrucción de las gentes de toda la comarca.[cita requerida] A petición popular, fue ordenado sacerdote por el obispo Eusebio de París en el año 551, y sirvió a la iglesia por algún tiempo.
La primitiva ermita que Clodoaldo fundó es ahora una iglesia colegiata de canónigos regulares en Saint Cloud, en la que se conservan sus reliquias, de donde deriva su nombre actual.

## Fiesta
El día de la fiesta de san Clodoaldo, presbítero es el 7 de septiembre de 560.

## Lugares con el nombre de san Clodoaldo
En Europa:
- Saint-Cloud, Altos del Sena, Francia
- Saint-Cloud-en-Dunois, Eure y Loir, Francia

En América:
- Saint Cloud, Minnesota
- Saint Cloud, Florida
- Saint Cloud, Wisconsin
- Saint Cloud, Misuri